# Moropus
Moropus ("pomalá noha") je rod dávno vyhynulého lichokopytníka žijícího na území Severní Ameriky v průběhu spodního miocénu, asi před 23 až 13 miliony let. Tento mohutný býložravec byl vzdáleně příbuzný současnému tapírovi, koni nebo nosorožcům.
Dnes je rozeznáváno celkem sedm druhů tohoto rodu, všichni se pohybovali poměrně těžkopádně a pomalu po všech čtyřech. Na předních končetinách měli dlouhé drápy, při chůzi zahnuté dozadu. U největších jedinců činí odhadovaná výška hřbetu asi 2,4 metru a jejich hmotnost činila kolem 300 kilogramů. Příbuzným rodem bylo známější a rozšířenější Chalicotherium, známé i z Evropy.